# Елизарово (городской округ Солнечногорск)
Елизарово — деревня в Московской области России. Входит в городской округ Солнечногорск. Население — 31 чел. (2010).

## География
Деревня расположена на северо-западе Московской области, в западной части округа, примерно в 13 км к западу от центра города Солнечногорска, с которым связана прямым автобусным сообщением, между впадающими в Истринское водохранилище реками Катыш и Каменкой. Ближайшие населённые пункты — деревни Горки, Погорелово и Рахманово.

## Население
| 1852 | 1859 | 1890 | 1899 | 1926 | 1932 | 1966 |
| ---- | ---- | ---- | ---- | ---- | ---- | ---- |
| 117  | ↘108 | ↗117 | ↗143 | ↘134 | ↗146 | ↘70  |
| 1998 | 2002 | 2010 |      |      |      |      |
| ↘34  | ↘26  | ↗31  |      |      |      |      |

## История
В середине XIX века деревня Елизарова 1-го стана Клинского уезда Московской губернии принадлежала Марье Игнатьевне Горской, было 18 дворов, крестьян 62 души мужского пола, 55 душ женского пола.
В «Списке населённых мест» 1862 года — владельческая деревня Клинского уезда по правую сторону Звенигородского тракта, в 22 верстах от уездного города и 15 верстах от становой квартиры, при реке Катыш, с 16 дворами и 108 жителями (53 мужчины, 55 женщин).
По данным на 1899 год — деревня Троицкой волости Клинского уезда с 143 душами населения и школой Московского воспитательного дома.
В 1913 году — 24 двора.
По материалам Всесоюзной переписи населения 1926 года — деревня Замятинского сельсовета Троицкой волости Клинского уезда в 6,4 км от Пятницкого шоссе и 16 км от станции Подсолнечная Октябрьской железной дороги, проживало 134 жителя (71 мужчина, 63 женщины), насчитывалось 26 хозяйств, среди которых 25 крестьянских.
С 1929 года — населённый пункт в составе Солнечногорского района Московского округа Московской области. Постановлением ЦИК и СНК от 23 июля 1930 года округа как административно-территориальные единицы были ликвидированы.
С 1994 до 2006 гг. деревня входила в Обуховский сельский округ Солнечногорского района.
С 2005 до 2019 гг. деревня включалась в Кривцовское сельское поселение Солнечногорского муниципального района.
С 2019 года деревня входит в городской округ Солнечногорск, в рамках администрации которого относится с территориальному управлению Кривцовское.